# Combattants étrangers pendant les guerres civiles syrienne et irakienne
De nombreux combattants étrangers ont rejoint les rangs des organisations militaires impliquées dans les guerres civiles syriennes et irakienne. La plupart d'entre eux se battent aux côtés du gouvernement syrien ou des djihadistes de l'État islamique, tandis que d'autres combattent avec les milices kurdes, en particulier contre l'État islamique.

## Combattants étrangers du gouvernement syrien
Sur certains champs de bataille, les soldats étrangers chiites représenteraient jusqu'à la moitié des forces du régime syrien.

## Combattants étrangers aux côtés des Kurdes irakiens
Des volontaires occidentaux (Américains, Britanniques, Canadiens, Français, etc) intègrent des unités de combat kurdes des YPG en Syrie et des Peshmergas en Irak. Ils sont parfois intégrés au sein d'unités kurdes multinationales, ou bien forment leurs propres groupes.

### Dwekh Nawsha
Dwekh Nawsha (« futurs martyrs » en araméen) est une organisation militaire chrétienne créée en août 2014 afin de défendre les communautés chrétiennes, assyriennes et chaldéennes d'Irak. Plusieurs combattants étrangers ont rejoint le Dwekh Nawsha, dont des Occidentaux américains, australiens, et même des Français.
Une franchise française de l'organisation est créée le 7 janvier 2015, immédiatement après l'attentat contre Charlie Hebdo au cours duquel deux terroristes d'Al-Qaïda dans la péninsule arabique commettent un carnage à la rédaction de l'hebdomadaire, à Paris. Des antennes belge, suisse et dans l'outre-mer français suivent, respectivement en juillet, en août et en septembre de la même année. L'objectif est de proposer à de jeunes Français, Belges ou Suisses d'aller combattre les djihadistes, en particulier ceux de l'État islamique, sur leurs terres. Les recrues, venues de tout le continent européen, sont bénévoles (pour ne pas être accusées de mercenariat) et la plupart du temps anciens militaires.
Le groupe est actif dans le Kurdistan irakien aux côtés des Peshmergas, notamment dans les villes de Dahuk et Kirkouk. Les membres français n'ont, de leur propre aveu, pas de contacts avec les autorités françaises, et le groupe n'a pas d'existence officielle,.

### Task force Lafayette
La Task force Lafayette est une formation militaire constituée par des volontaires français à la fin de l'année 2015, venus combattre dans les rangs des peshmergas kurdes contre l'État islamique dans le cadre de la deuxième guerre civile irakienne. Ses membres récusent l'appellation de mercenariat, affirmant qu'ils agissent en qualité de combattants bénévoles. 

#### Objectifs
Le groupe se réclame d'une cause apolitique et laïque, déclarant se battre « sans haine ni passion » contre l'État islamique, désigné comme l'« ennemi de l'humanité ».
Son chef déclaré, Gekko, annonce se battre pour défendre les « valeurs de la France : les Lumières, l'humanisme, la tolérance, la cohésion sociale et le respect des différences ».

#### Effectifs
L'unité est composée essentiellement d'anciens militaires issus de l'ensemble des armées françaises : Armée de terre, Marine nationale, Armée de l'air et Légion étrangère. La plupart est issue de l'ancienne brigade La Fayette, qu'ils ont servi lors de la guerre d'Afghanistan. Certains seraient d'anciens membres des forces spéciales françaises, des commandos marine ou encore de l'ECTLO et du RAID. 
L'unité est fondée et dirigée par un ancien militaire qui se présente sous le pseudonyme de « Gekko », spécialiste du renseignement militaire, né à la fin des années 1980 ou au début des années 1990 dans l'est de la France, vétéran de la guerre d'Afghanistan et lui-même ancien membre de la brigade La Fayette. 

#### Relations avec l'État français
Le commandant de l'unité, Gekko, affirme au Figaro que le groupe est en contact informel avec la Direction générale de la Sécurité intérieure,.

## Combattants étrangers aux côtés des Kurdes syriens
Des volontaires occidentaux sont aux côtés des Kurdes syriens des YPG, dans le Rojava, où ils participent en 2016 à la bataille de Manbij et à l'offensive de Raqqa.

### Bataillon International de Libération
Le Bataillon International de Libération est une unité militaire constituée de combattants étrangers se battant avec les Unités de protection du peuple pour défendre le Rojava contre  l'État islamique,,. Le groupe a été mis en place par des membres du MLSPB et du BÖG, inspirés par les Brigades internationales qui ont combattu durant la guerre civile espagnole. Le groupe est composé de combattants turcs, kurdes, alevis, espagnols, grecs, allemands, albanais, circassiens, arabes, arméniens et Lazes. L'idéologie politique des combattants est variée et comprend le marxisme-léninisme, l'hoxhaïsme, le maoïsme, et l'anarchisme.